# كأس العالم لكرة السلة للسيدات 1967
كأس العالم لكرة السلة للنساء 1967 هو موسم من كأس العالم لكرة السلة للنساء. أقيم خلال الفترة 15 أبريل 1967 وحتى 22 أبريل 1967، وشارك فيه  11 فريقاً، وفاز فيه منتخب الاتحاد السوفيتي الوطني لكرة السلة للنساء.